# Túnica chinesa

Túnica chinesa, conhecida como "túnica Mao", também conhecida localmente como "túnica Zhongshan")

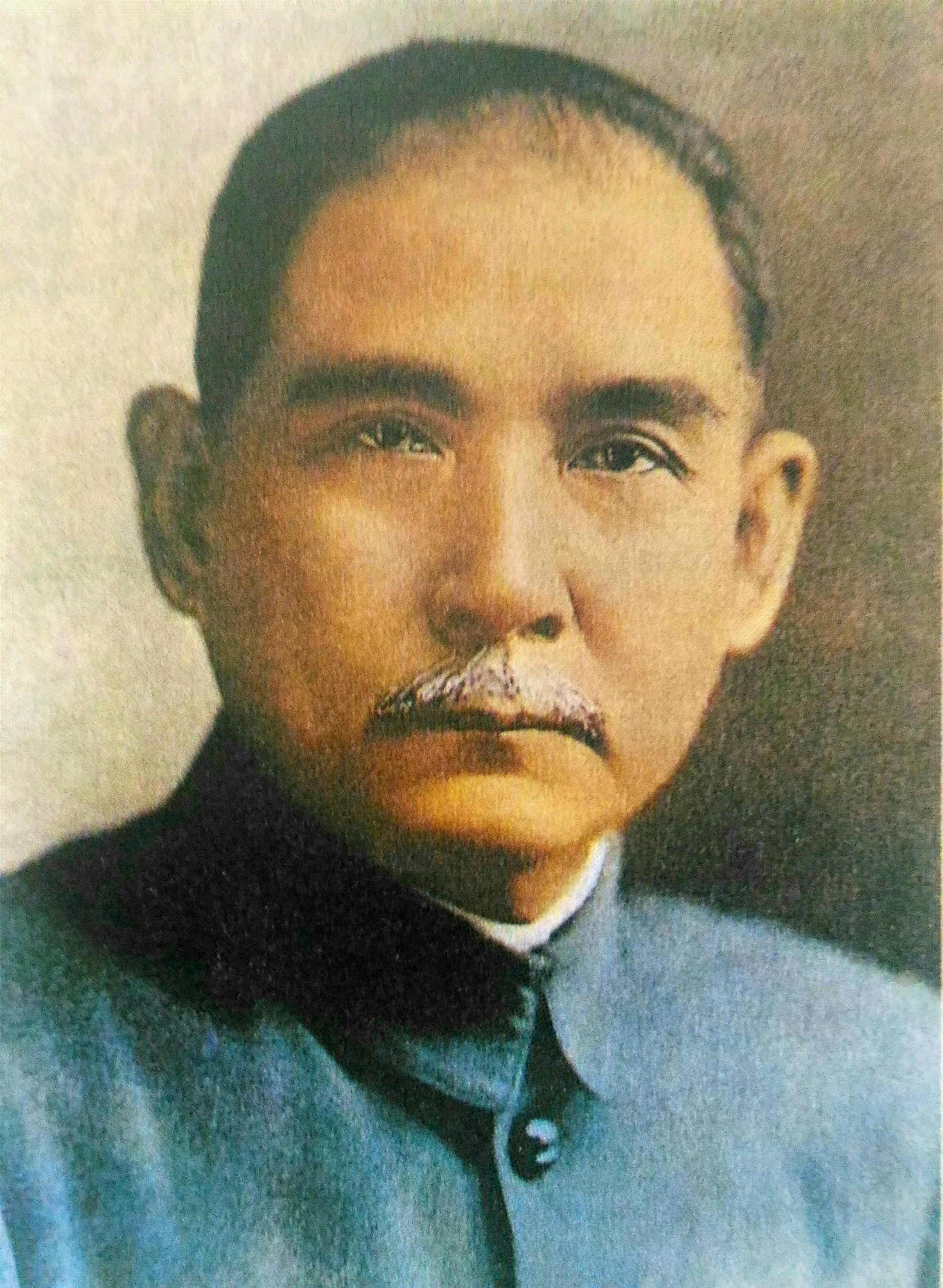
Sun Yat-sen

A túnica chinesa é um estilo de roupa tradicionalmente conhecida na China como túnica Zhongshan (chinês tradicional: 中山裝, chinês simplificado: 中山装, pinyin: Zhōngshān zhuāng) (referente a Sun Yat-sen, também conhecido como Sun Zhongshan), e posteriormente como  túnica Mao (depois de Mao Tsé-Tung). Sun Yat-sen apresentou o estilo logo depois da fundação da República da China como forma de traje típico, ainda que com implicações políticas e governamentais distintas.
Após o fim da Guerra Civil Chinesa e o estabelecimento da República Popular da China em 1949, tais túnicas começaram a ser vestidas pelos homens em geral e pelos líderes de governo em particular como símbolo de unidade proletária e como contraparte oriental aos ternos ocidentais. O nome "túnica Mao" vem do gosto do líder comunista chinês Mao Tsé-Tung por usar esse tipo de vestimenta em público, de modo que esta se tornou claramente associada a ele e ao comunismo chinês em geral no imaginário ocidental. Embora tenham caído em desuso entre o público durante e após da década de 1990 em função do aumento da influência ocidental, as túnicas Mao ainda são usadas pelos líderes chineses durante cerimônias de Estado.

## Origens
Quando a República foi fundada em 1912, o estilo de vestimenta usado na China era baseado nos padrões dos Manchus (qipao e changshan), impostos pela dinastia Qing como forma de controle social. Após a morte de Sun Yat-sen, tido como o fundador da China moderna, em 1925, que popularizou o uso da túnica, a mitologia popular assinalou um significado patriótico e revolucionário à túnica Zhongshan. Os quatro bolsos foram interpretados como representantes das Quatro Virtudes citadas no clássico Guanzi: propriedade, justiça, honestidade e vergonha. Os cinco botões representam os ramos do governo (Yuans) legislação, regulação/supervisão, inspeção/exame, administração e jurisdição, citados na constituição da República da China e os três botões nas mangas para representar os Três Princípios do Povo preconizados por Sun Yat-sen: nacionalismo, democracia e os meios de subsistência do povo. Por fim, diferentemente das vestimentas ocidentais, normalmente compostas por duas camadas de roupa, a túnica é composta por uma peça única, representando a paz e a unidade da China.

## Desenvolvimento histórico

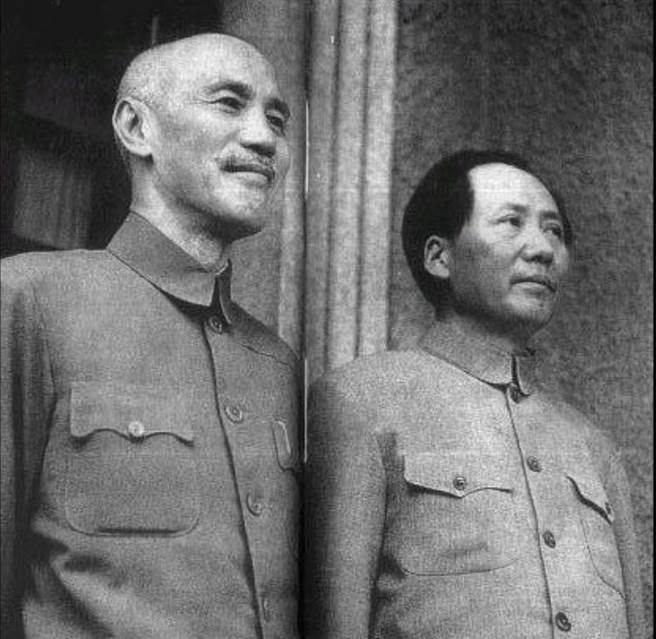
Chiang Kai-shek e Mao Tsé-Tung usando túnicas Zhongshan em Chongqing (1945).

Nas décadas de 1920 e de 1930, os servidores públicos chineses foram obrigados a usar as túnicas Zhongshan. Uma versão ligeiramente modificada da túnica, adaptada para combate, formou a base dos uniformes militares usados pelo Exército Nacional Revolucionário Chinês antes e durante a Segunda Guerra Sino-Japonesa, ainda que durante a década de 1930, o apoio e assistência militar alemães ao governo nacionalista chinês tenham mudado esse conjunto para uniformes e patentes semelhantes aos usados pela República de Weimar e pela Alemanha nazista (incluso aí o famoso capacete).
Após o surgimento da República Popular da China e especialmente durante a longa era maoista que levou à Revolução Cultural (1966-1976), a túnica veio a ser usada por toda a população masculina como símbolo da unidade proletária e, adotada pelos membros do Partido Comunista Chinês, foi usada regularmente até a década de 1990, quando foi amplamente substituída pelas vestimentas ocidentais. A túnica Mao foi a vestimenta formal padrão para vários líderes da primeira e da segunda geração da República Popular da China, tais como Deng Xiaoping. Durante a década de 1990, começou a ser cada vez menos usada pelos líderes da geração de Jiang Zemin em diante, enquanto cada vez mais e mais políticos chineses começaram a usar ternos ocidentais com gravatas. Jiang só usava a única em ocasiões especiais, tais como jantares de Estado. Hu Jintao também seguiu a tendência, tendo usado a túnica durante a cerimônia dos 60 anos da República Popular da China em 2009. Hu Jintao até mesmo foi alto de crítica após ter usado um terno durante um jantar de Estado no estilo black tie nos Estados Unidos, sob a alegação de estar trajado inadequadamente para uma ocasião formal. No entanto, durante o governo de Xi Jinping, a túnica Mao voltou a ser usada como traje diplomático e de gala.
Em Taiwan, a túnica Zhongshan raramente foi vista após a década de 1970, mas considerado o clima subtropical da região, por algum tempo antes usou-se uma versão cuja gola era menos fechada e mantida desabotoada.

## Símbolo de soberania nacional

Garota chinesa usando a túnica Mao durante a chegada do presidente americano Richard Nixon em Pequim, China

A túnica Mao é usada nas cerimônias formais como símbolo de soberania nacional. Os líderes políticos da China sempre usam túnicas Mao durante as paradas militares em Pequim, mesmo quando o vice-presidente e outros membros do Politburo usam ternos ocidentais. É costumeiro os líderes chineses usarem essa vestimenta quando vão a jantares de Estado.  Nessas situações, a túnica Mao serve como traje de noite, equivalente aos trajes militares dos monarcas ou ao smoking dos presidentes e primeiros-ministros.
A túnica Mao também serve como uniforme diplomático. Ainda que os embaixadores chineses usem ternos ocidentais no dia-a-dia, não raro escolhem usar a túnica Mao quando apresentam suas credenciais ao Chefe de Estado do país onde vão cumprir missão.  A cerimônia de apresentação é simbólica do reconhecimento diplomático que existe entre dois países, carregando alto nível de formalidade, maior que o de encontros diplomáticos.

## Galeria

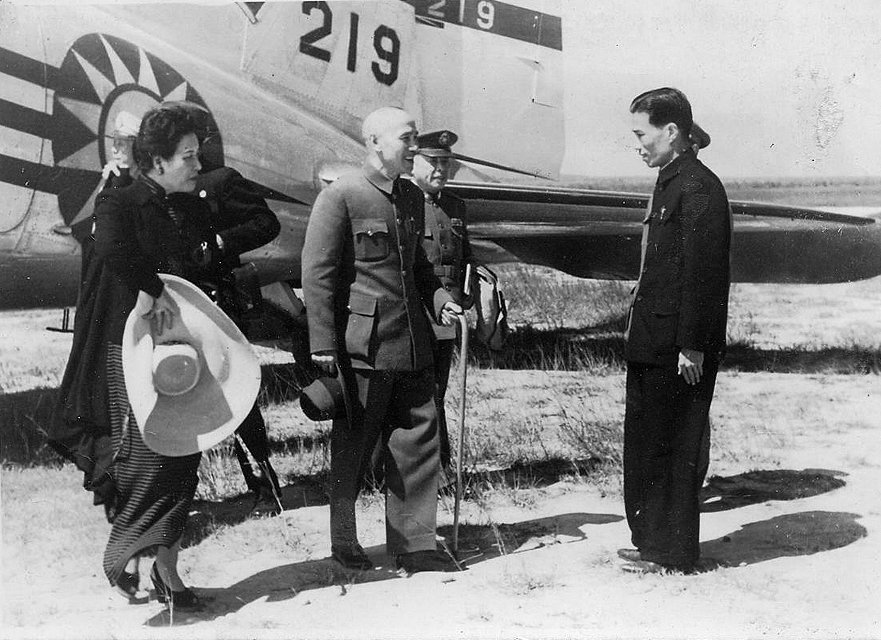
Chiang Kai-shek em visita a Taiwan (1946)
Mao na Praça da Paz Celestial (1949)Mao na Praça da Paz Celestial (1949)
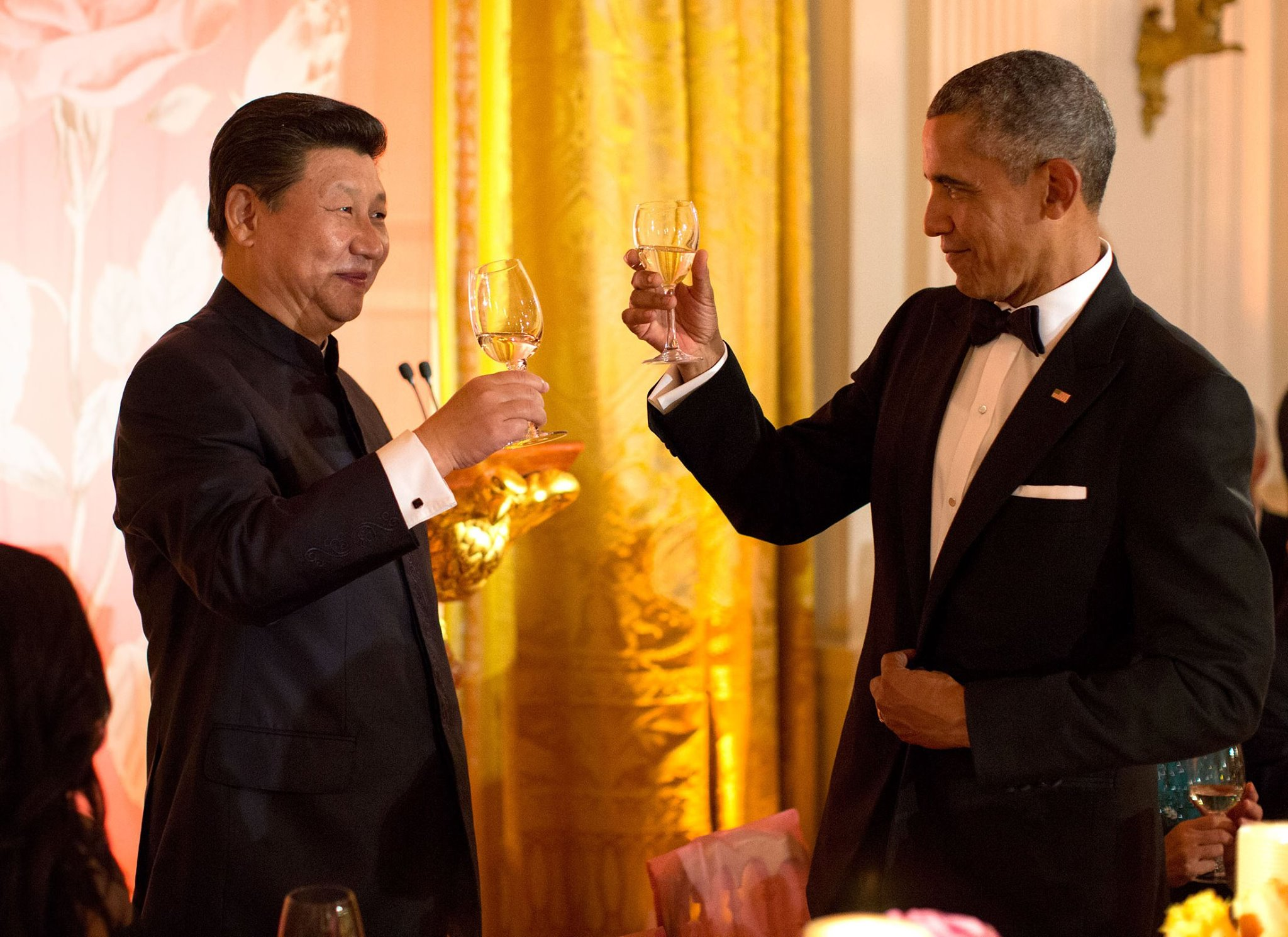
Xi Jinping vestindo um túnica Mao durante um jantar de Estado na Casa Branca (2015)
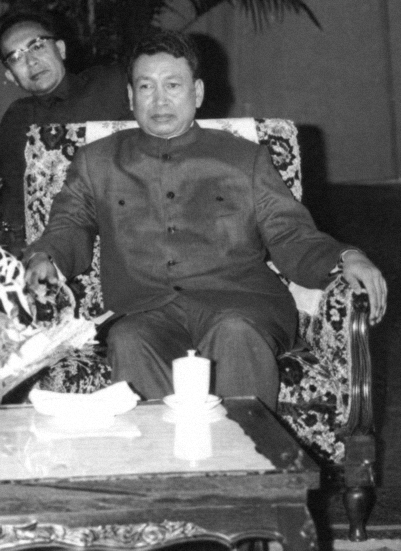
Pol Pot, primeiro-ministro do Camboja e líder do Partido Comunista do Kampuchea
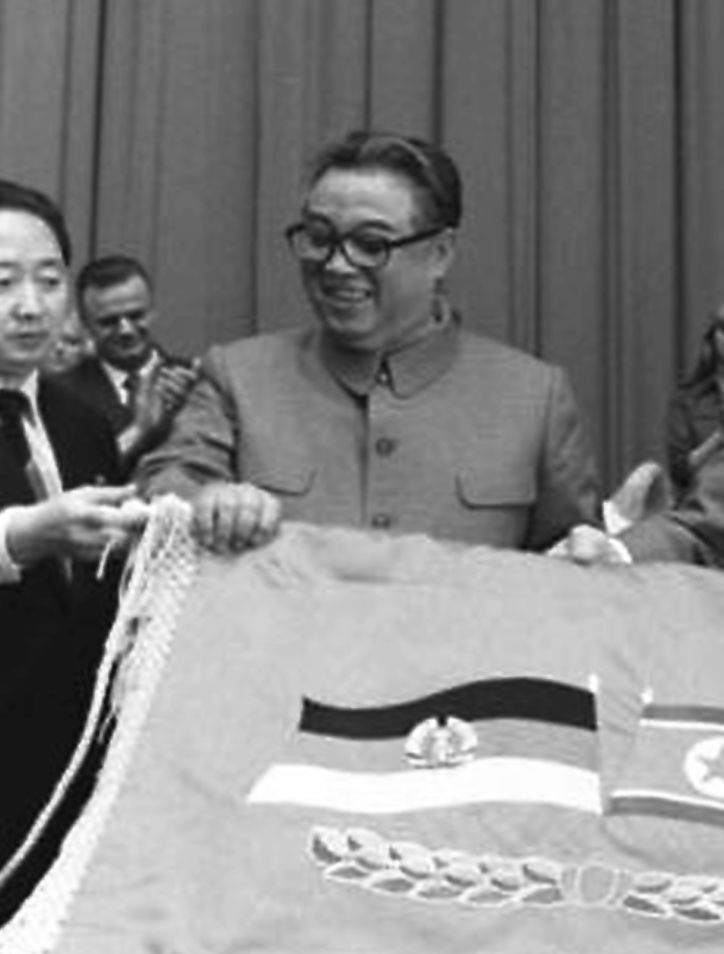
Kim Il-sung, Presidente da República Popular Democrática da Coreia